# 中島秀夫
中島 秀夫（なかじま ひでお）は、日本の財務官僚、公取官僚。アジア開発銀行予算人事局長や、公正取引委員会事務総局審査局長、同経済取引局長、公正取引委員会事務総長等を歴任。退官後、ホワイト&ケース顧問に就任。

## 人物・経歴
東京都出身。1978年 東京大学法学部卒業、大蔵省入省。理財局総務課配属。同期入省者に真砂靖（財務事務次官）、古谷一之（内閣官房副長官補）、中尾武彦（アジア開発銀行総裁）、村尾信尚（ニュースキャスター）、大久保和正（武蔵野大学教授）など。1980年6月 日本貿易振興会（プリンストン大学ウッドローウイルソン・スクール留学）。1982年7月 大臣官房秘書課財務官室調査主任。
1984年7月 成田税務署長。1985年7月 国税庁長官官房企画課長補佐。1986年6月 大臣官房秘書課長補佐。同年11月 派遣職員（アジア開発銀行）。1989年12月 国際金融局国際機構課長補佐。1990年7月 理財局資金第二課長補佐。1992年7月 理財局国債課長補佐（総括・法規）。1992年11月 理財局国債課長補佐兼理財局資金第二課長補佐。1999年7月 財政金融研究所研究部長。2000年7月 国際局調査課長。2001年7月 理財局計画官。2002年からアジア開発銀行予算人事局長を務めたのち、2005年4月 内閣府大臣官房審議官（国際担当）。公正取引委員会審査局長等を経て、2012年 同経済取引局長。
2014年から公正取引委員会事務総長を務め。東日本大震災復旧工事の談合などに対処した。2017年には液化天然ガスの転売制限契約につき拘束条件付き取引として独占禁止法違反にあたるおそれがあるとする報告書を出し、「厳正に対処する」とした。退官後ホワイト&ケース顧問に就任。